# Anthomyia abyssinica
Anthomyia abyssinica är en tvåvingeart som beskrevs av Jaennicke 1867. Anthomyia abyssinica ingår i släktet Anthomyia och familjen blomsterflugor. Inga underarter finns listade i Catalogue of Life.